# Nokia 9 PureView
Il Nokia 9 PureView è uno smartphone di fascia alta prodotto da HMD Global con marchio Nokia. È stato presentato al Mobile World Congress del 2019 come successore del Nokia 8 Sirocco. Il nome PureView richiama i precedenti dispositivi incentrati sul reparto fotografico del marchio finlandese come il Nokia 808 Pureview o i Lumia 950 e 950 XL.